# Озера Ісландії

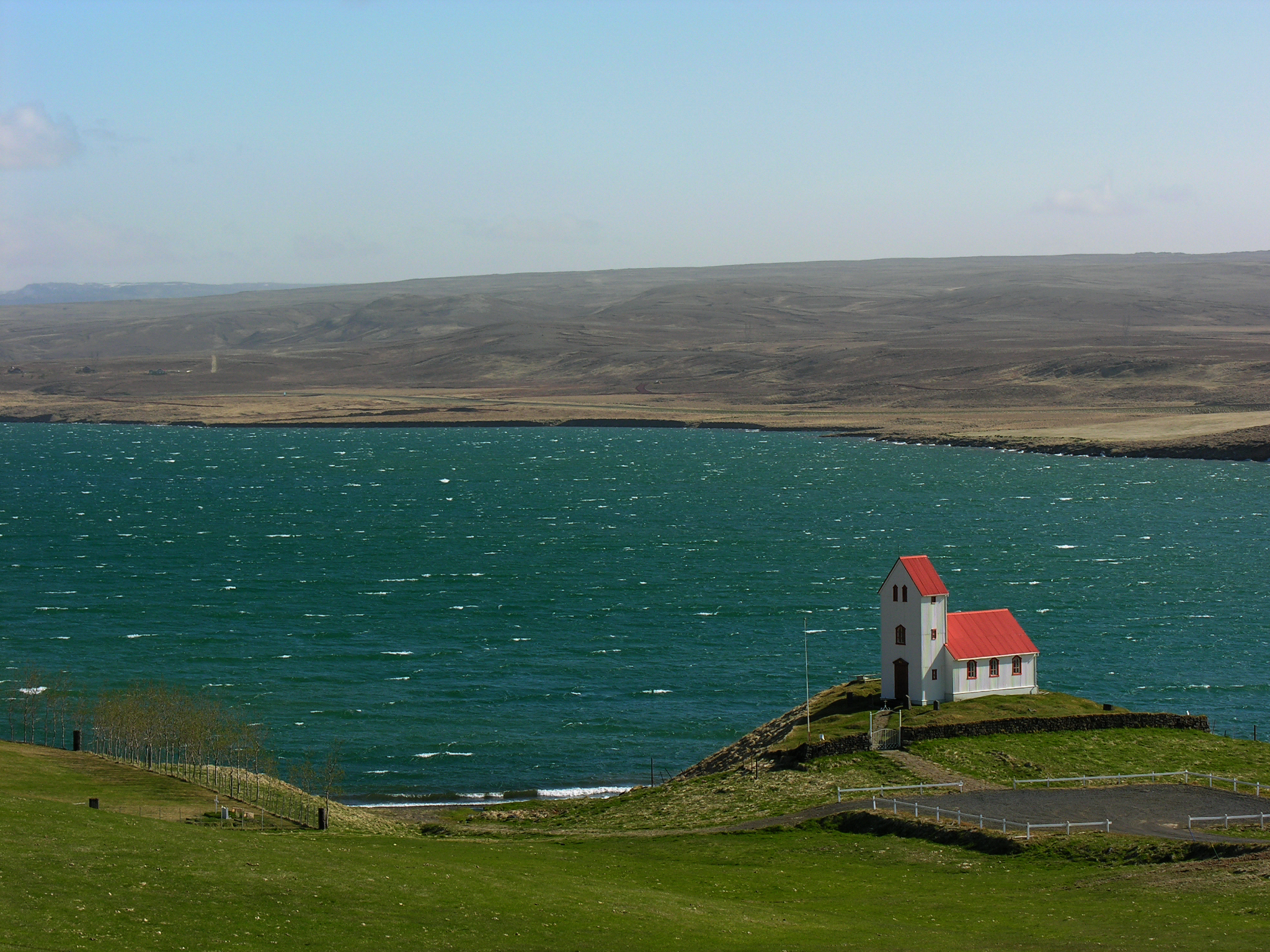
Тінґватлаватн — одне з двох найбільших озер Ісландії

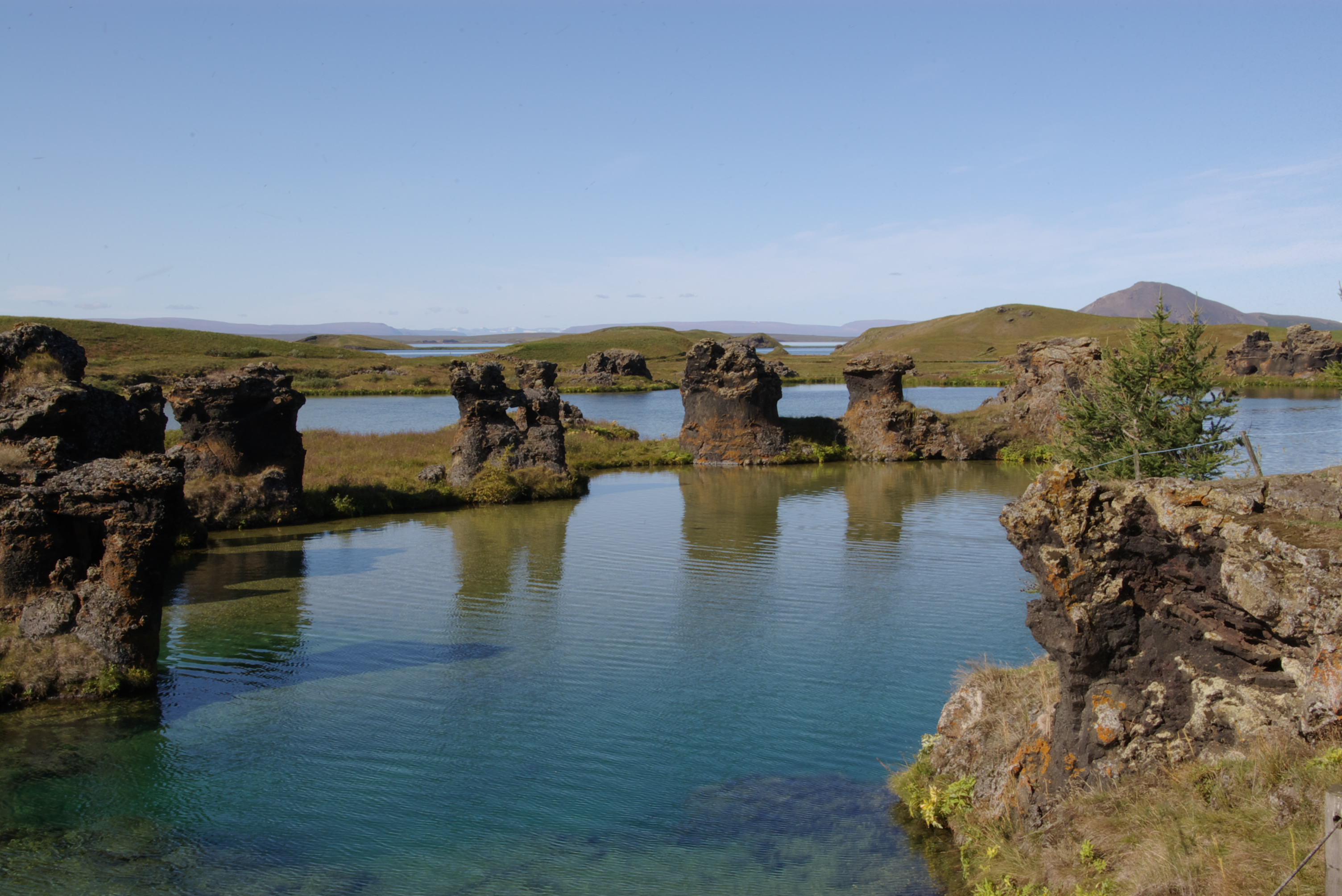
Міватн — одне з найкрасивіших озер Ісландії

Список озер Ісландії. Велика кількість вологи спричинила утворення на острові численних боліт, озер, густої річкової мережі, гірських льодовиків.
- Тінґватлаватн — бл 30 км на схід від столиці, теж національний парк
- Клейварватн (досл. Розрізане озеро)
- Апаватн
- Блау Лоуніз — (досл. Блакитна Лагуна; озеро є туристичною атракцією і популярним «відкритим плавальним басейном», оскільки вода є природно теплою, нагрівається гарячими джерелами)
- Геставатн (досл. Кінське озеро)
- Гаґаватн
- Ланґішоур
- Вейдівьотн
- Сіґьольдулоун
- Квісляватн
- Торісватн
- Оскюватн (в центрі Ісландії, американські астронавти Нейл Армстронг та Базз Алдрін провели декілька днів тренуючись тут. Озеро було сформоване через катастрофічне виверження в 1875 р)
- Міватн (на півночі)
- Свінаватн
- Блендулон
- Ґрейналоун
- Квітаурватн (досл. Озеро Білої річки)
- Гітарватн
- Гаулслоун
- Гоуп
- Еск'юватн